# Аонорі

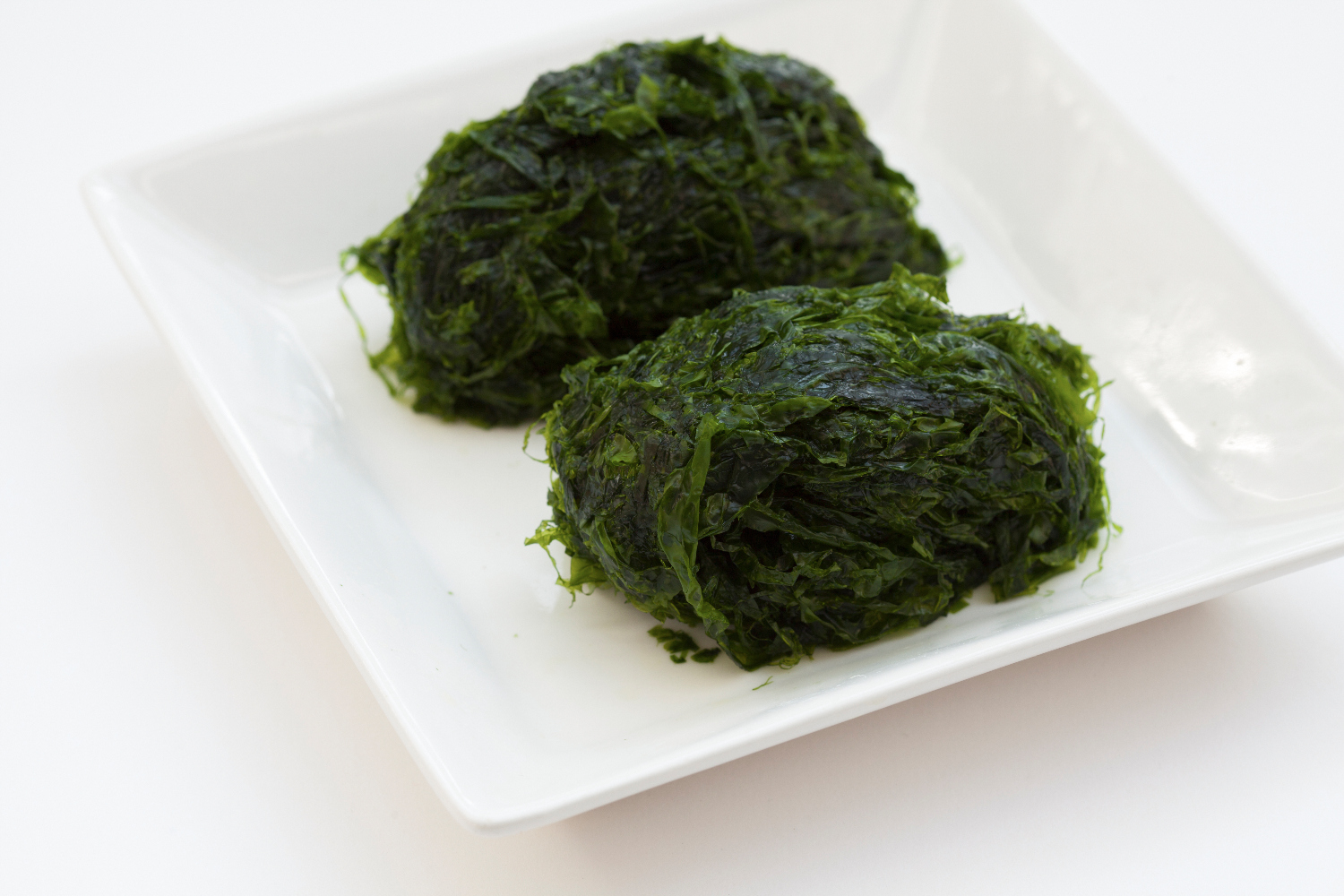
Сире аонорі

Аонорі (яп. アオノリ, 青海苔), парае (кор. 파래) — це вид їстівних зелених водоростей, що включає види з родів Monostroma та Ulva (Ulva prolifera, Ulva pertusa, Ulva intestinalis). Їх комерційно культивують в деяких районах Японії, Кореї та Тайваню, таких як затока Ісе. Вони багаті такими мінералами, як кальцій, магній, літій, вітамінами та амінокислотами, такими як метіонін. У деяких місцях Японії його також називають аосою (ア オ サ, Ulva pertusa).

## Використання

### Японія
Він використовується у висушеному вигляді для японських супів, темпури, сушених норі, цукудані та рису. Він також використовується у порошкоподібній формі, часто змішується з видами Ulva.
Водорості зазвичай використовуються для ароматизації деяких японських продуктів, які посипають порошком для аромату:
- Смажена локшина (якісоба або якудюдон)
- Окономіякі (японський млинець)
- Такоякі (пельмені з восьминога)
- Темпура
- Ізобе мочі
- Шичімі (приправа із семи спецій)
- Японські картопляні чипси
- Місошіру

### Корея
У Кореї парае їдять як овоч намуль. З нього також роблять гім.